# Матіас Науель
Матіас Науель Лейва (ісп. Matías Nahuel Leiva, нар. 22 жовтня 1996, Росаріо) — аргентинський та іспанський футболіст, півзахисник «Маккабі» (Хайфа).

## Клубна кар'єра
Народився 22 жовтня 1996 року в місті Росаріо і розпочав займатись футболом в рідній Аргентині. В 2011 році Науель перебрався до Іспанії і перший сезон він провів в юнацькій команді «Вільярреала». У сезоні 2012/13 Науель виступав за третю команду клубу, а також залучався до ігор дубля. У сезоні 2013/14 він став твердим гравцем основи другої команди, а 13 січня 2014 року дебютував за перший склад «Вільярреала» в матчі Ла Ліги проти клубу «Реал Сосьєдад». Всього в дебютному сезоні на його рахунку п'ять матчів за «Вільярреал».
З сезоні 2015/16 став стабільніше грати за «жовту субмарину» «Вільярреал», але 16 червня 2016 року був відданий в оренду в «Реал Бетіс», де мав провести наступні два роки своєї кар'єри гравця. Втім стати основним в цій команді не зумів, через що вже у кінці січня 2018 року друга команди «Барселони» орендувала Науеля у «Вільярреала» з правом викупу в кінці сезону.
31 серпня 2018 року, в останній день літнього трансферного вікна, Матіас перейшов у грецький «Олімпіакос». Станом на 18 грудня 2018 року відіграв за клуб з Пірея 4 матчі в національному чемпіонаті.

## Виступи за збірні
2014 року дебютував у складі юнацької збірної Іспанії до 19 років, з якою став переможцем юнацького чемпіонату Європи 2015 року, а сам Науель забив на турнірі по голу в першій і останній грі своєї збірної на турнірі — проти Німеччини (3:0) і Росії (2:0) відповідно. участь в 11 іграх на юнацькому рівні, відзначившись 3 забитими голами.
Протягом 2015—2017 років залучався до складу молодіжної збірної Іспанії. На молодіжному рівні зіграв у 2 офіційних матчах.

## Статистика виступів

### Статистика клубних виступів
| Сезон                  | Команда                | Чемпіонат              | Чемпіонат | Чемпіонат | Національний кубок | Національний кубок | Національний кубок | Єврокубки | Єврокубки | Єврокубки | Інші змагання | Інші змагання | Інші змагання | Усього | Усього |
| Сезон                  | Команда                | Ліга                   | Ігор      | Голів     | Ліга               | Ігор               | Голів              | Ліга      | Ігор      | Голів     | Ліга          | Ігор          | Голів         | Ігор   | Голів  |
| ---------------------- | ---------------------- | ---------------------- | --------- | --------- | ------------------ | ------------------ | ------------------ | --------- | --------- | --------- | ------------- | ------------- | ------------- | ------ | ------ |
| 2013–14                | «Вільярреал»           | ПД                     | 5         | 0         | КІ                 | 0                  | 0                  | -         | -         | -         | -             | -             | -             | 5      | 0      |
| 2014–15                | «Вільярреал»           | ПД                     | 0         | 0         | КІ                 | 3                  | 1                  | ЛЄ        | 1         | 1         | -             | -             | -             | 4      | 2      |
| 2015–16                | «Вільярреал»           | ПД                     | 20        | 0         | КІ                 | 4                  | 1                  | ЛЄ        | 6         | 0         | -             | -             | -             | 30     | 1      |
| Усього за «Вільярреал» | Усього за «Вільярреал» | Усього за «Вільярреал» | 25        | 0         |                    | 7                  | 2                  |           | 7         | 1         |               | -             | -             | 39     | 3      |
| 2016–17                | «Реал Бетіс»           | ПД                     | 10        | 0         | КІ                 | 0                  | 0                  | -         | -         | -         | -             | -             | -             | 10     | 0      |
| 2017–18                | «Реал Бетіс»           | ПД                     | 7         | 0         | КІ                 | 2                  | 0                  | -         | -         | -         | -             | -             | -             | 9      | 0      |
| Усього за «Реал Бетіс» | Усього за «Реал Бетіс» | Усього за «Реал Бетіс» | 17        | 0         |                    | 2                  | 0                  |           | -         | -         |               | -             | -             | 19     | 0      |
| gen.-giu. 2018         | «Барселона Б»          | СД (ІІ)                | 0         | 0         | -                  | -                  | -                  | -         | -         | -         | -             | -             | -             | 0      | 0      |
| Усього за кар'єру      | Усього за кар'єру      | Усього за кар'єру      | 42        | 0         |                    | 9                  | 2                  |           | 7         | 1         |               | -             | -             | 58     | 3      |

## Титули і досягнення
- Чемпіон Європи (U-19): 2015